# Gabriel Pascal
Gabriel Pascal (Arad, 4 de junho de 1894 — Nova Iorque, 6 de julho de 1954) foi um produtor cinematográfico e cineasta húngaro.